# Jacques Van Herp
Jacques van Herp (n. 26 noiembrie 1923, région métropolitaine de Bruxelles, Valonia, Belgia – d. 30 decembrie 2004, Etterbeek, Comunitatea Francofonă din Belgia⁠(d), Belgia) a fost un editor, antologator și scriitor belgian de literatură științifico-fantastică și director de colecție la editura Marabout.

## Biografie
A predat inițial ca profesor de matematică în învățământul secundar, la Bruxelles. A devenit apoi director de colecție la editura Marabout și s-a specializat în publicarea de romane scrise de precursorii europeni ai literaturii științifico-fantastice, fiind recompensat în 1976 cu Premiul special pentru Belgia al European Science Fiction Society.
Romanele sale de anticipație sunt publicate sub mai multe pseudonime: 
- cu singura sa semnătură: Marc Monnier, Alain Arvel, André Jouly, Michel Berchamps, Carlo Nada, Alan Haigh, Michel Vedewe, Alain Provist, Ladislas Céteski, Illy Kenkönnery, Michel Berchmans, Michel Védéwé,
- sub semnătura colectivă: Michel Jansen, Michel Goissert.

## Aprecieri critice
Jacques Van Herp  a considerat că țările din Blocul răsăritean au scriitori de anticipație ca Lem, Efremov, frații Strugațki și Juravliova; dar a afrimat Sergiu Fărcășan îi zdrobește pe toți aceștia. După ce a citit romanul O iubire din anul 41.042, Van Herp a considerat că autorul este de talia lui Heinlein, Clarke și F. Brown: a descoperit rigoarea logică în extrapolare a primului, cunoașterea înaltă a celui de-al doilea și simțul cosmic al acestuia precum și umorul celui de-al treilea. Comparația pare formidabilă, a recunoscut Van Herp, dar Fărcășan o susține foarte bine.(...)

## Lucrări

### Sub numele de Alan Haigh
- La Porte des ténèbres (Le Masque Fantastique, n° 18, 1977, col. rouge)

### Sub numele de Jacques van Herpes

#### Antologii
- Sur l'autre face du monde et autres romans scientifiques de sciences et voyages (în colaborare cu Gérard Klein, Robert Laffont, 1973, col. Ailleurs et Demain/Classiques)
- l'Angleterre fantastique (de Defoe à Wells, 22 contes de revenants et de terreur) (Éditions André Gérard, 1974, col. Anthologies)
- Cahiers de l'Herne n° 38 : Jean Ray (în colaborare cu François Truchaud, Herne, 1980, col. Les cahiers de l'Herne, n° 38)

#### Eseuri, studii, ghiduri
- Panorama de la science-fiction (Éditions Gérard & C°, 1974, n° 270, col. Marabout Université)
- Panorama de la science-fiction (1974-1996) (Lefrancq, col. Volumes)

#### Nuvele
- Rencontre à minuit (1987, Phénix, n° 11)

### Sub numele de Michel Jansen

#### Romane
- Raiders de l'espace (în colaborare cu Jean Erland), Spès, 1955, col. Jamboree
- La porte sous les eaux (în colaborare cu John Flanders), Spès, 1960, col. Jamboree
- Mer des pluies - Spès 1961, col. Jamboree-ainé

#### Nuvele
- Werewolf (1957, Fiction, n° 44)
- Excès de vitesse (1958, Fiction, n° 57)
- La fin du UB-65 (1969 Audace (revue) n° 1 - 15me année - Spécial Fantastique
- Poursuite sans fin (1986, Phénix, n° 4)
- De Du'Vel On à Nek (1988, Phénix, n° 15)
- Prima donna (în la Première Anthologie de la science-fiction française, OPTA, 1959, col. Fiction-Spécial)
- Si jamais je te pince (1987, Phénix, n° 8)